# 福田歓一
福田 歓一（ふくだ かんいち、1923年7月14日 - 2007年1月7日）は、日本の政治学者。専門は、西欧政治思想史。東京大学名誉教授。
岳父（妻の父）は元東京銀行監査役の斎藤保義。義弟（妻の弟）は元毎日新聞社代表取締役社長・会長の斎藤明。義姉（妻の姉）は国際基督教大学名誉教授の斎藤美津子。

## 来歴・人物
神戸市でクリスチャンの家に生まれた。灘中学校、一高を経て、学徒出陣で海軍士官（第4期予備学生）となり、復員後東京大学法学部卒業。丸山眞男らとともに、南原繁から西洋政治思想を学ぶ。
東京大学法学部教授、東京大学法学部学部長、明治学院大学国際関係学部教授、明治学院大学学長を歴任。同学長時代は大嘗祭に反対した。1992年から日本学士院会員となる。晩年は東京都中野区本町に居住。2007年1月7日、肺炎のため新宿区内の病院で死去した。

## 著書

### 単著
- 『近代の政治思想――その現実的・理論的諸前提』（岩波新書 青版、1970年）
- 『近代政治原理成立史序説』（岩波書店、1971年）
- 『現代政治と民主主義の原理』（岩波書店、1972年）
- 『近代民主主義とその展望』（岩波新書 黄版、1977年）
- 『政治学史』（東京大学出版会、1985年）
- 『ルソー』（講談社「人類の知的遺産40」、1986年。岩波現代文庫、2012年）
- 『学問と人間形成の間』（東京大学出版会、1986年）
- 『国家・民族・権力――現代における自由を求めて』（岩波書店、1988年）
- 『激動の世紀と人間の条件』（岩波書店、1988年）
- 『丸山眞男とその時代』（岩波書店「岩波ブックレット」、2000年）
- 『デモクラシーと国民国家』（岩波現代文庫、2009年）。加藤節編

### 編著
- 『政治思想における西欧と日本（上・下）』（東京大学出版会、1961年）

### 共編著
- （丸山眞男）『南原繁著作集（全10巻）』（岩波書店、1972年 - 1973年）
- （丸山眞男）『回想の南原繁』（岩波書店、1975年）
- （河合秀和）『バーリン選集（全4巻）』（岩波書店、1983年 - 1992年）

### 訳書
- E・P・トムスン編『新しい左翼――政治的無関心からの脱出』（岩波書店、1963年）
- アイザイア・バーリン『自由論』（みすず書房、1971年）
- シェルドン・S・ウォーリン『西欧政治思想史（全5巻）』（福村出版、1975年 - 1983年）

### 著作集
- 佐々木毅・加藤節編『福田歓一著作集（全10巻）』（岩波書店、1998年）
  - 1巻「ホッブスにおける近代政治理論の形成」
  - 2巻「近代政治原理成立史序説」
  - 3巻「政治学史」
  - 4巻「政治・政治学・政治哲学」
  - 5巻「近代の政治思想/近代民主主義とその展望」
  - 6巻「ルソー/ルソーを巡って」
  - 7巻「現代政治と民主主義の原理」
  - 8巻「アジアの解放と民主主義の条件」
  - 9巻「人間形成と高等教育」
  - 10巻「邂逅――研究生活の途上で」

## 論文
- 「政治認識の用語について――民族の場合を中心に」『日本學士院紀要』第48巻第3号（1994年）
- 「思想史の中の国家」『日本學士院紀要』第51巻第2号（1997年）
- 「最近の civil society 論と政治学史の視点」『日本學士院紀要』第53巻第2号（1999年）
- 「国民国家以後」『日本學士院紀要』第58巻第3号（2004年）